# アナス・ザルリ
- アナス・ザルリ
- アナス・ザロウリー

アナス・ザルリ（アラビア語: أنس الزروري、Anass Zaroury、2000年11月7日 - ）は、ベルギー・メヘレン出身のモロッコのサッカー選手。RCランス所属。モロッコ代表。ポジションはMF。

## 経歴

### クラブ
SVズルテ・ワレヘムの下部組織に在籍したが、ベルギー・ファースト・ディビジョンB所属でシティ・フットボール・グループのロンメルSKで選手となった。
2021年2月1日にベルギー・ファースト・ディビジョンAのシャルルロワSCに2年半契約で完全移籍し、シーズン残り半年を引き続きロンメルで過ごす事となった。
2022年8月30日にEFLチャンピオンシップのバーンリーFCに4年契約で完全移籍した。10月15日に移籍後初得点を記録した。
2024年2月1日、ハル・シティAFCにシーズン終了までのレンタルで移籍した。
2024年8月22日、RCランスに4年契約で移籍した。

### 代表
年代別代表ではベルギー代表を選択し，U-17からU-21の年代で出場した。
2022年11月16日、2022 FIFAワールドカップを直前に控えたモロッコ代表から、負傷したアミーヌ・アリの代役として開幕一週間前に初招集された。翌日のジョージア代表との親善試合で途中出場し代表初出場を記録した。

## 私生活
生まれはベルギーであるが、血筋はモロッコに持っている。

## 代表歴

### 出場大会
- モロッコ代表
  - 2022 FIFAワールドカップ

### 試合数
- 国際Aマッチ 4試合 0得点（2022年-）[14]

| モロッコ代表 | 国際Aマッチ | 国際Aマッチ |
| 年           | 出場        | 得点        |
| ------------ | ----------- | ----------- |
| 2022         | 2           | 0           |
| 2023         | 2           | 0           |
| 通算         | 4           | 0           |

## タイトル

### クラブ
バーンリー
- EFLチャンピオンシップ：2022-23

### 勲章
- モロッコ国家勲章（英語版） : 2022[15]